# Медвежье-Саньково
Медве́жье-Санько́во — эксклав России, административно относящийся к Вышковскому городскому поселению Злынковского района Брянской области, окружённый со всех сторон территорией Добрушского района Гомельской области Республики Беларусь.
На территории эксклава имеется значительное месторождение мела.

## История
Посёлки Саньково(52°28′50″ с. ш. 31°33′00″ в. д.) и Медвежье(52°28′50″ с. ш. 31°34′12″ в. д.) были основаны русскими переселенцами, купившими в начале XX века земли в урочищах Медвежья Дубрава и Санина Поляна, площадью около 4,5 км² (454 га), у местного землевладельца Шведова.
В 1926 году, при ликвидации Гомельской губернии, эта территория была отнесена к Новозыбковскому уезду Брянской губернии РСФСР и включена в Добродеевский сельсовет. Первоначально не являлась эксклавом, став таковым уже после Великой Отечественной войны, когда деревню Хатки (ныне — Красное Знамя) севернее Саньково передали в состав Белорусской ССР. От эксклава до границы с Россией — около 800 метров труднопроходимых болот.
Во время Великой Отечественной войны жители деревень ушли в партизаны, а поселения были практически полностью уничтожены немецкими оккупантами. В послевоенное время количество жителей эксклава превышало 500 человек, однако после Чернобыльской аварии территория оказалась одной из наиболее загрязнённых. К началу 1990-х в эксклаве проживало уже менее 100 человек. Согласно Распоряжению Правительства РФ от 28.12.91 №237-р, территория посёлка Саньково была отнесена к зоне отчуждения, где запрещалось не только проживание, но и любая хозяйственная деятельность.
В 1999 году были упразднены посёлки эксклава. В XXI веке на территории эксклава уже не было постоянного населения. Тем не менее, эта территория по-прежнему входит в состав Злынковского района Брянской области (Вышковское городское поселение).

Карта Добрушского района

| Годы     | 1926 | 1979 | 1989 |
| -------- | ---- | ---- | ---- |
| Медвежье | 159  | 95   | 49   |
| Саньково | 165  | 76   | 34   |